# Erica Baker
Erica Joy Baker (nascida em 1980) é uma engenheira e gerente de engenharia na área da baía de São Francisco, conhecida por seu apoio à diversidade e inclusão. É a diretora de tecnologia do Comitê Democrata de Campanha do Congresso. Ela trabalhou em empresas como GitHub, Google, Slack, Patreon e Microsoft. É conhecida por ter publicado uma planilha interna do Google com os salários dos funcionários em 2015, revelando as disparidades salariais entre homens e mulheres e entre brancos e minorias.

## Reconhecimento
Erica Joy Baker estava na lista das 100 mulheres da BBC anunciada em 23 de novembro de 2020.